# Queen Mary (Schiff, 1998)
Die Queen Mary war ein Fährschiff der südkoreanischen Reederei Seaworld Express Ferry. Sie wurde 1998 als Varuna in Dienst gestellt und stand bis 2017 unter japanischer Flagge im Einsatz. Seit 2018 fuhr das Schiff zwischen Mokpo und der Insel Jejudo. 2022 ging es zum Abbruch nach Chittagong.

## Geschichte
Die Varuna wurde am 4. März 1998 unter der Baunummer 1056 in der Werft von Mitsubishi Heavy Industries in Shimonoseki auf Kiel gelegt und lief am 11. August 1998 vom Stapel. Nach der Ablieferung an Higashi Nihon Ferry (auch als Blue Highway Line bekannt) am 28. Oktober 1998 nahm sie am 3. November den Fährdienst von Ōarai nach Tomakomai auf und ergänzte dort ihr bereits im Januar 1998 in Dienst gestelltes Schwesterschiff Sunflower Tsukuba. Die Sunflower Tsukuba ging 2007 nach Griechenland, wo sie nach einem Umbau stark von ihrem Schwesterschiff abweicht.
Im Januar 2005 erhielt die Varuna den neuen Namen Sunflower Sapporo. Sie blieb noch zwölf weitere Jahre lang im Einsatz, ehe sie am 22. Oktober 2017 ihre letzte Überfahrt beendete und von einer neuen Sunflower Sapporo ersetzt wurde. Drei Tage später ging das Schiff in den Besitz der südkoreanischen Reederei Seaworld Express Ferry über und erhielt den Namen Queen Mary.
Nach einem Umbau zur Erweiterung der Passagier- und Fahrzeugkapazität in Gwangyang nahm die Queen Mary am 6. März 2018 den Fährbetrieb zwischen Mokpo und der Insel Jejudo auf. Im August 2022 wurde sie nach einer vergleichsweise kurzen Dienstzeit von 24 Jahren zum Abbruch verkauft und traf im Oktober 2022 unter dem Überführungsnamen Mar bei den Abwrackwerften nahe Chittagong in Bangladesch ein.